# Gargara sordida
Gargara sordida är en insektsart som beskrevs av William D. Funkhouser. Gargara sordida ingår i släktet Gargara och familjen hornstritar. Inga underarter finns listade i Catalogue of Life.